# Tanystylum styligerum
Tanystylum styligerum är en havsspindelart som först beskrevs av Miers, E.J. 1875.  Tanystylum styligerum ingår i släktet Tanystylum och familjen Ammotheidae.
Artens utbredningsområde är Södra Ishavet. Inga underarter finns listade i Catalogue of Life.